# خانه یزدانپناه
خانهٔ یزدان پناه قم خانه‌ای تاریخی مربوط به اواخر دورهٔ قاجار است که در محله باغ پنبه ی شهر قم، خیابان باجک، کوچهٔ شمارهٔ ۱۱ واقع شده‌است. این مکان در حال حاضر به رستوران تبدیل شده است.
از آدرس زیرجزییات بیشتری را از خانه تاریخی یزدان پناه بشنوید. 
https://avayefetrat.com/news.cfm?id=81
این اثر در تاریخ ۲۴ تیر ۱۳۸۲ با شمارهٔ ثبت ۹۱۵۱ به‌عنوان یکی از آثار ملی ایران به ثبت رسیده‌است.